# La Fourmi
La Fourmi a fost o rețea de supermagazine din București. La Fourmi a fost o investiție româno-libaneză.
În anul 2008, Mega Image, parte a Delhaize Group, a achiziționat cele 14 magazine La Fourmi, pentru suma de 18,6 milioane euro. Fostele supermarketuri La Fourmi sunt situate toate în București și vor fi transformate în Mega Image până la finele anului 2009.
La Fourmi a fost primul lanț de supermarketuri deschis în România dupa revoluție, mai exact înființarea având loc în anul 1992, sub nr de înregistrare de la Registrul Comerțului: J40 /18208 /1992, CUI 3594013, primul supermarket fiind deschis in 1993. Magazinele au fost deschise prin preluarea spatiilor unor foste alimentare si destinate comertului post-decembrist. La Fourmi a fost primul brand care a adus noțiunea de supermarket în piața românească. Supermarketurile au apărut în București și erau denumite după zonă în care erau plasate respectiv Unirea, 1 Mai, Moșilor, Dristor 1, Dristor 2. Ulterior s-au dezvoltat și alte magazine mai mici în Rahova, Grivița etc. Grupul a deschis un magazin și în Pipera, jud Ilfov, dezvoltând astfel zona si depozitul ce aproviziona acest lanț de magazine, se afla în Tunari. Acest lanț de magazine a pus bazele marketingului în București, la acea vreme. Acest grup făcea parte din marele retail La Fourmi cu sediul în Belgia, avand supermarketuri și în alte țări europene precum Bulgaria  etc. Dupa aproape 18 ani de functionare, lantul de magazine La Fourmi din Romania este vandut catre Mega Image 